# Cotalpa
Genre
Cotalpa est un genre d'insectes coléoptères de la famille des Scarabaeidae, de la sous-famille des Rutelinae et de la tribu des Rutelini.

## Liste d'espèces
Selon Catalogue of Life (25 août 2014) :
- Cotalpa ashleyae
- Cotalpa conclamara
- Cotalpa consobrina
- Cotalpa flavida
- Cotalpa lanigera
- Cotalpa leonina
- Cotalpa subcribata

Selon ITIS (25 août 2014) :
- Cotalpa ashleyae LaRue, 1986
- Cotalpa conclamara Young, 2002
- Cotalpa consobrina Horn, 1871
- Cotalpa flavida Horn, 1878
- Cotalpa lanigera (Linnaeus, 1758)
- Cotalpa subcribrata Wickham, 1905

Selon NCBI (25 août 2014) :
- Cotalpa lanigera